# Kepler-17 b
Kepler-17 b est une planète en orbite autour de l'étoile Kepler-17  située à environ 2400 années-lumière de la Terre dans la constellation du Cygne. 

## Caractéristiques
De type Jupiter chaude ayant 788 fois la masse de la Terre et un rayon 14 fois plus grand, cette planète est située 15 fois plus près de son étoile que Mercure. Elle possède une période de révolution de 1,486 jours, ce qui correspond à un huitième de la période de rotation de l'étoile, laquelle vaut 11,89 jours.